# Nouzilly
Nouzilly – miejscowość i gmina we Francji, w Regionie Centralnym, w departamencie Indre i Loara.
Według danych na rok 1990 gminę zamieszkiwało 1086 osób, a gęstość zaludnienia wynosiła 27 osób/km² (wśród 1842 gmin Regionu Centralnego Nouzilly plasuje się na 360. miejscu pod względem liczby ludności, natomiast pod względem powierzchni na miejscu 170.).